# Elaphocera capdeboni
Elaphocera capdeboni är en skalbaggsart som beskrevs av Ludwig Wilhelm Schaufuss 1879. Elaphocera capdeboni ingår i släktet Elaphocera och familjen Melolonthidae. Inga underarter finns listade i Catalogue of Life.